# Espergærde

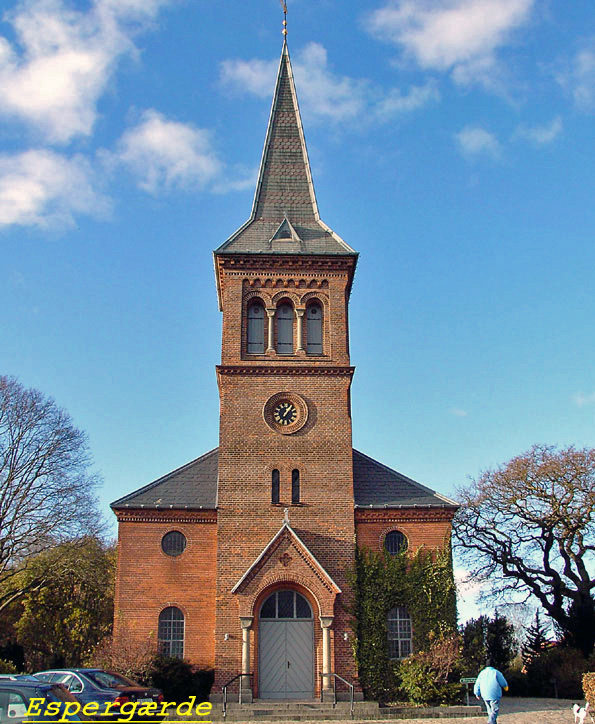
Espergærde.

Espergærde est une ville danoise faisant partie de la commune administrative d'Elseneur et de la région capitale "Hovedstaden". Espergærde est située au Sjælland sur le détroit d’Øresund. 

## Géographie

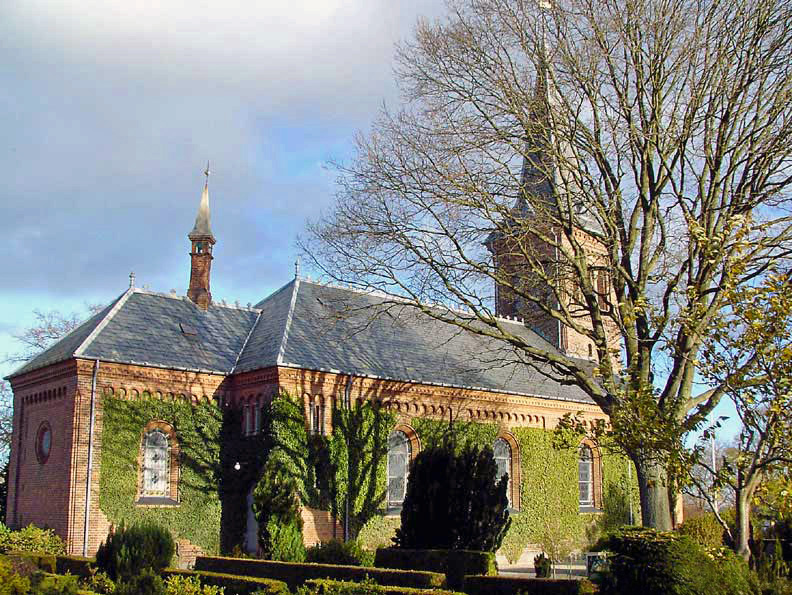
L’église d’Egebæksvang, proche de l’ancien village de pêcheurs de Mørdrup Sogn.

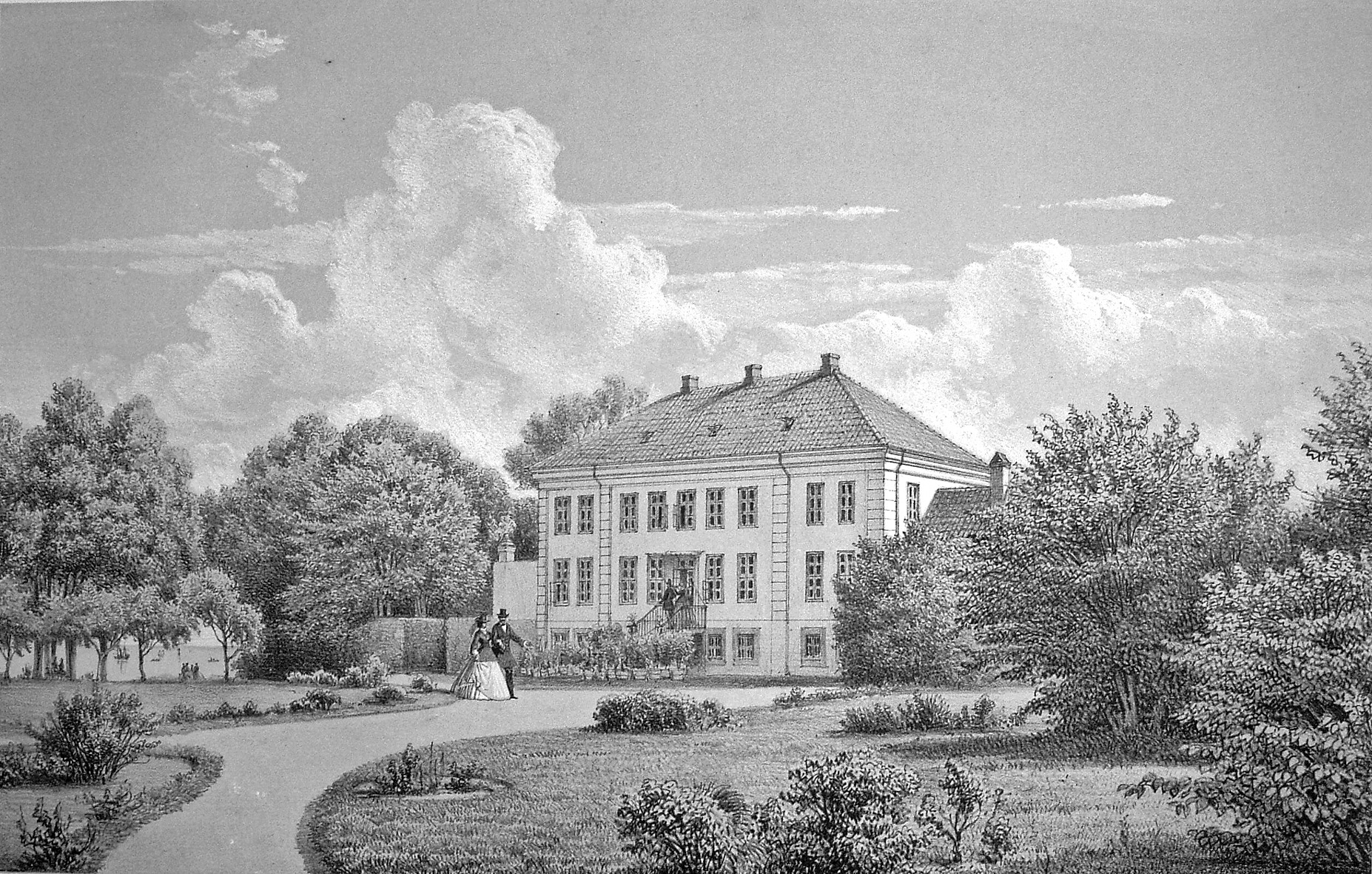
Le manoir de Krogerup, en 1860.

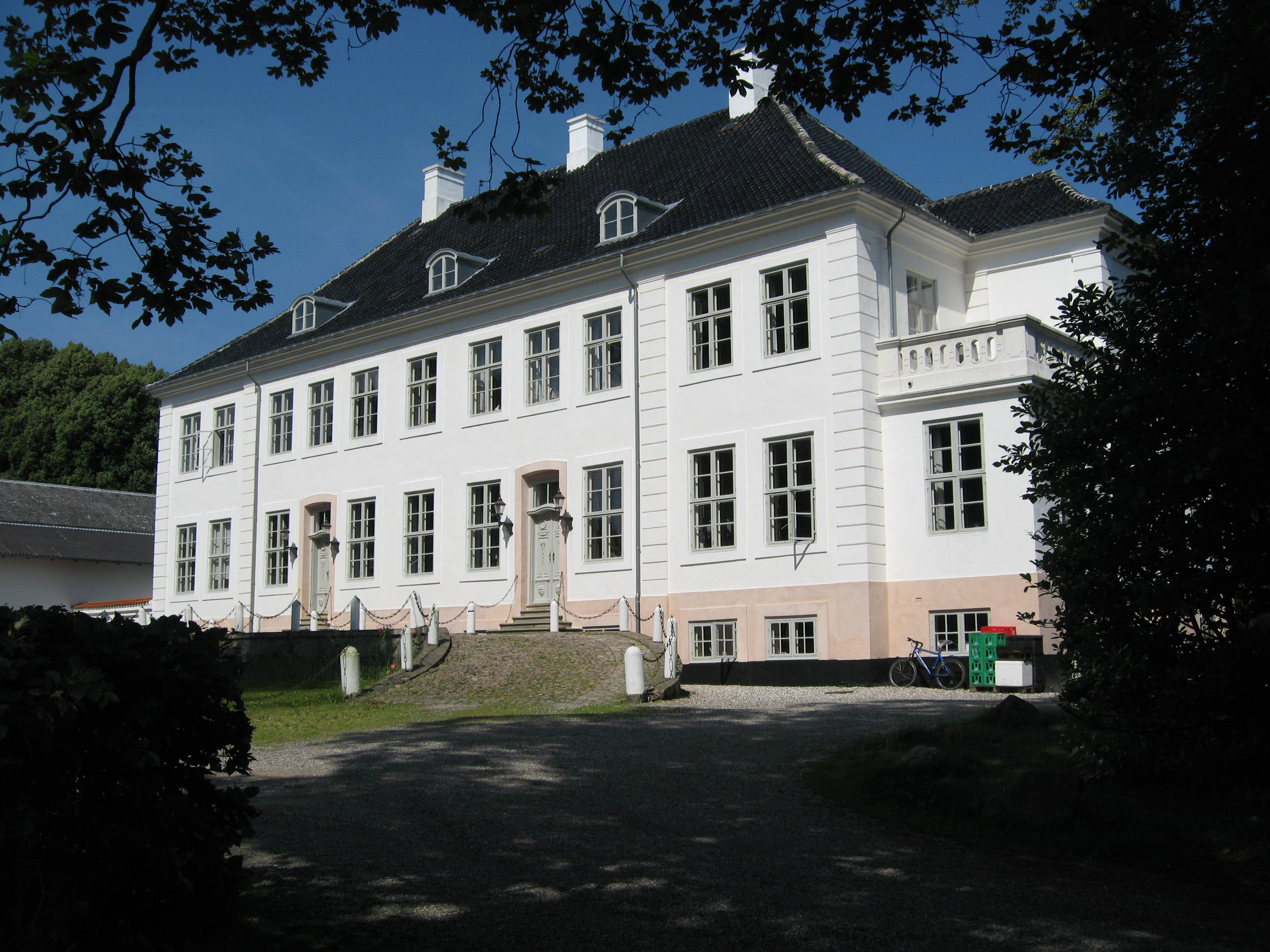
Le manoir de Krogerup, de nos jours.

### Localisation
Espergærde est statiquement considérée comme faisant partie intégrante de la zone urbaine d’Espergærde-Snekkersten-Elseneur. Selon l’endroit d’où l’on se place, elle se situe à une équidistance d’environ 5 à 8 km au sud du centre d’Elseneur.
Espergærde est délimitée, au nord par une bande non-construite de 100 mètres de large constituée par le bois d'Egebæksvang (da) et l’aire vierge adjacente à Flynderupgård (da) la séparant de l'agglomération urbaine d’Elseneur-Snekkersten (da), à l'ouest par la zone marécageuse de Rolighedsmoserne et l’autoroute vers Elseneur (Helsingørmotorvejen (da))  et au sud par les champs du manoir de Krogerup (da) et le bois dénommé Babyloneskoven
Outre une partie de l’ancien village de pêcheurs de Skotterup, le regroupement de la population englobe également deux autres communes avoisinantes : Tibberup (da) et Mørdrup (da).

### Démographie
Selon l’office danois de la statistique, Espergærde compte 11 524 habitants en 2008, dont 11 458 se répartissent essentiellement dans la municipalité d’Elseneur, tandis que 66 autres habitent à Fredensborg. 

### Code postal
Le code postal d'Espergærde (3060) se subdivise en deux zones distinctes : 
- Egebæksvang Sogn (da), dont l’église est proche de l’ancien village de pêcheurs de :
- Mørdrup Sogn (da), sis non loin de l’église d’Egebæksvang[L 4] annexée au centre urbain.

### Attractions locales
- Egebæksvang Kirke (da)[5],[L 4]

- Le manoir de Krogerup (da)[2]

- Egebæksvang Skov[L 5],[2] : zone forestière côtière de 118,8 hectares, située au sud de la forêt de Helsingør[L 2] et constituée de hêtres, d’érables, de chênes et de frênes, ainsi que d’un florilège d’autres plantes et arbustes divers qui font la joie des botanistes en herbe[6],[3].